# هیدروکسید سرب (II)
هیدروکسید سرب (II) (به انگلیسی: Lead(II) hydroxide) با فرمول شیمیایی Pb(OH)۲ یک ترکیب شیمیایی است. که جرم مولی آن ۲۴۱٫۲۱ g/mol می‌باشد. شکل ظاهری این ترکیب، پودر سفید است.